# Tóth Viktor (dzsesszzenész)
Tóth Viktor (Kiskunhalas, 1977. május 19. –) többszörösen Az év jazz-zenésze díjjal kitüntetett magyar altszaxofonos, zeneszerző, zenekarvezető. A mai magyar dzsessz fiatal generációjának ismert alakja. Zenéjére a stílusokon átívelő, improvizáció-központú, spirituális töltésű előadásmód jellemző.

## Fontosabb fellépései
- Bansko Jazz Festival, Sofia Jazz Festival (Bulgária)
- Krakow Jazz Festival (Lengyelország)
- Warsaw Summer Jazz Days (Lengyelország)
- Wroclaw Jazz Festival (Lengyelország)
- Kaunas Jazz Festival (Litvánia)
- London, Magyar Kulturális Központ, Club 606 (Nagy-Britannia)
- Berlin Jazz Festival (Németország)
- Burgahausen Jazz Festival (Németország)
- Düsseldorf Jazz Festival (Németország)
- Moszkva, Magyar Kulturális Intézet (Oroszország)
- Saransk Jazz Festival (Oroszország)
- Flip Fest New York (USA)
- New Orleans Jazz Festival (USA)
- Rochester Jazz Festival (USA)
- Washington, Magyar Kulturális Központ (USA)

## Diszkográfia

### Saját
- Tercett (2005, Gramy Records)
- Climbing with Mountains (2007, BMC Records)
- Tartim (2009, BMC Records)
- popping bopping (2011, BMC Records)
- Szemed kincse / The Present (2014, BMC Records)
- but inside (2017, Fonó Records)

### Közreműködő
- Berki Tamás: A híd (2004)
- Tibor Márkus/Equinox: Eclectic (2004)
- Hungarian Jazz Store (2005)
- Berki Tamás: Bika (2009)
- The Cool Runnings Orchestra: Tribute to Marley (2011)
- Piotr Wojtasik Quartet – Amazing Twelve (2014)

## Díjai
- Lakatos Ablakos Dezső ösztöndíj (2006)
- Év Jazzlemeze Díj (2007 – Climbing with Mountains)
- Év Jazz Személyisége Díj (2010)
- Év Jazzlemeze Díj (2014, 2015 – Szemed kincse / The Present)
- Év Altszaxofonosa Díj (2014)
- Év Jazz zeneszerzője Díj (2014)
- Gramafon magazin – Év Jazzlemeze Díj (2017 – But inside)